# Touillon-et-Loutelet
Touillon-et-Loutelet ist eine französische Gemeinde mit 267 Einwohnern (Stand: 1. Januar 2022) im Département Doubs in der Region Bourgogne-Franche-Comté.

## Geographie
Touillon-et-Loutelet liegt auf 1008 m über dem Meeresspiegel, etwa zwölf Kilometer südlich der Stadt Pontarlier (Luftlinie). Das Dorf erstreckt sich im Jura, in einer Talmulde im Quellgebiet des Bief Bleu, am südlichen Eingang in die Combe du Grand Essart, nahe dem Col de Jougne und der Grenze zur Schweiz.
Die Fläche des 4,72 km² großen Gemeindegebiets umfasst einen Abschnitt des französischen Juras. Der südliche Teil des Gebietes liegt im Becken von Saint-Antoine und Métabief, das durch den Bief Bleu zum Rouge Bief und damit zum Doubs entwässert wird. Dieses Becken wird im Osten von der Höhe des Miroir flankiert, auf dem mit 1114 m die höchste Erhebung von Touillon-et-Loutelet erreicht wird.

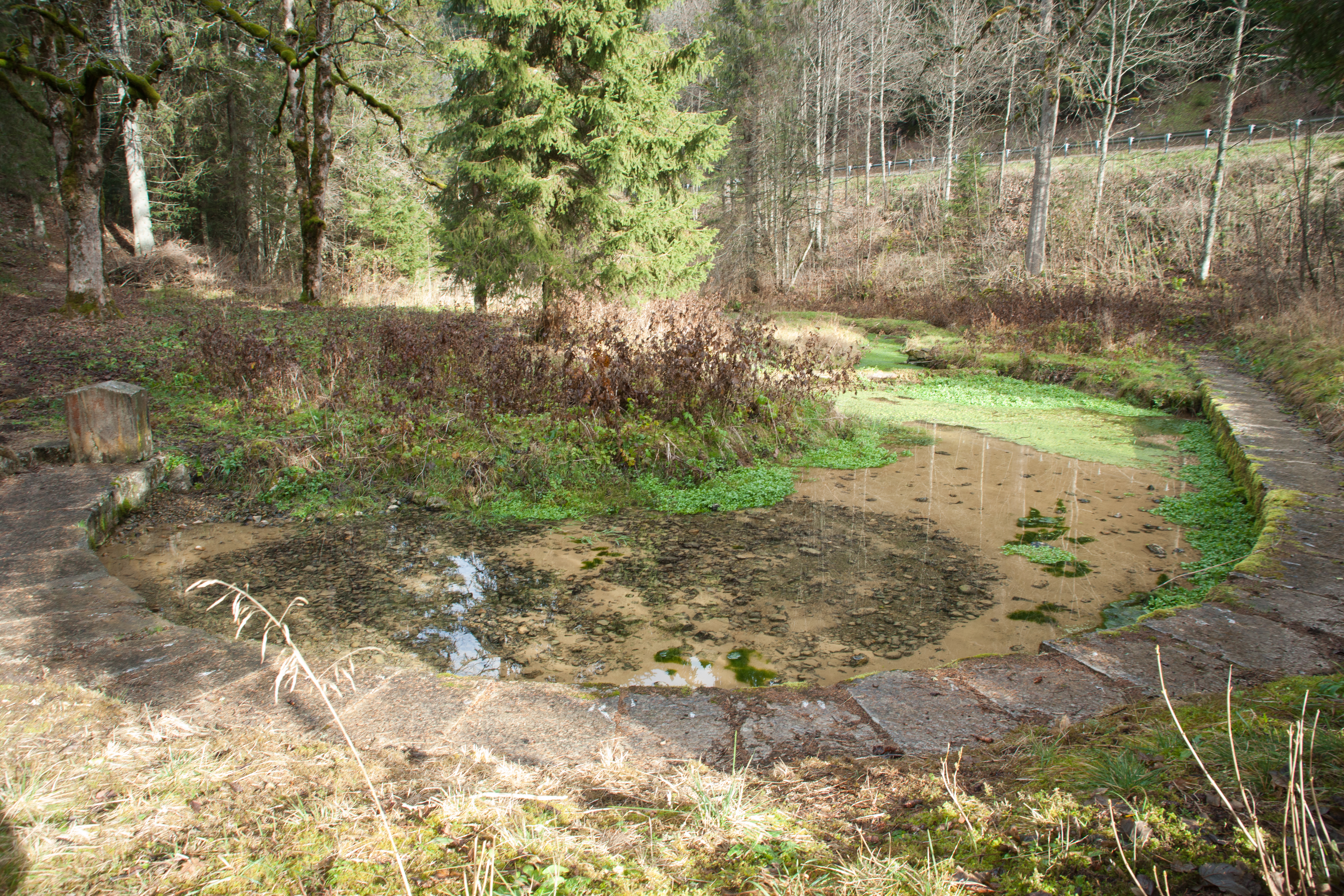
Quelle der Fontaine Ronde

Nach Norden erstreckt sich das Gemeindeareal auf den teils bewaldeten, teils mit Weideland bestandenen Höhenrücken des Pré Chapuis (1105 m), der das Becken vom nördlich gelegenen Lac de Saint-Point trennt. Mit einem schmalen Streifen reicht der Gemeindeboden in die Combe du Grand Essart, die einer wichtigen Verwerfungslinie quer durch den Jura folgt, und bis zur intermittierenden Quelle der Fontaine Ronde.
Die Doppelgemeinde besteht aus den beiden Ortsteilen Le Touillon (1012 m) und Le Loutelet (978 m), beide im Quellgebiet des Bief Bleu gelegen. Nachbargemeinden von Touillon-et-Loutelet sind Montperreux im Norden, Les Hôpitaux-Vieux und Les Hôpitaux-Neufs im Osten, Métabief im Süden sowie Saint-Antoine und Malbuisson im Westen.

## Geschichte
Das Dorf Touillon wird im 14. Jahrhundert erstmals urkundlich erwähnt. Seit dem Mittelalter gehörte es zur Herrschaft Joux, welche den Verkehrsweg von Pontarlier über den Col de Jougne in die Schweiz kontrollierte. Zusammen mit der Franche-Comté gelangten Le Touillon und Le Loutelet mit dem Frieden von Nimwegen 1678 an Frankreich. Seit der Zeit der Französischen Revolution bildeten die beiden Ortschaften die Doppelgemeinde Touillon-et-Loutelet. Heute ist Touillon-et-Loutelet Mitglied des Gemeindeverbandes Lacs et Montagnes du Haut-Doubs.

## Bevölkerung
| Jahr                       | 1962 | 1968 | 1975 | 1982 | 1990 | 1999 | 2006 | 2016 |
| Einwohner                  | 61   | 56   | 58   | 72   | 101  | 149  | 206  | 257  |
| Quellen: Cassini und INSEE |      |      |      |      |      |      |      |      |

Mit 267 Einwohnern (1. Januar 2022) gehört Touillon-et-Loutelet zu den kleinen Gemeinden des Départements Doubs. Nachdem die Einwohnerzahl in der ersten Hälfte des 20. Jahrhunderts markant abgenommen hatte (1886 wurden noch 177 Personen gezählt), wurde seit Mitte der 1970er Jahre wieder ein deutliches Bevölkerungswachstum verzeichnet. Seither hat sich die Einwohnerzahl fast vervierfacht.

## Wirtschaft und Infrastruktur
Touillon-et-Loutelet war lange Zeit ein vorwiegend durch die Landwirtschaft, insbesondere Milchwirtschaft und Viehzucht, sowie durch die Forstwirtschaft geprägtes Dorf. Daneben gibt es heute einige Betriebe des lokalen Kleingewerbes, darunter ein Betrieb, der Käseschachteln herstellt, und eine Uhrenwerkstätte. Mittlerweile hat sich das Dorf auch zu einer Wohngemeinde gewandelt. Viele Erwerbstätige sind Wegpendler, die in den größeren Ortschaften der Umgebung und als Grenzgänger in der Schweiz ihrer Arbeit nachgehen.
Seit den 1960er Jahren, als das Gebiet um Morond und Mont d’Or zu einem wichtigen Wintersportgebiet des französischen Juras ausgebaut wurde, profitiert auch Touillon-et-Loutelet vom Tourismus. Es ist Standort eines Ferienzentrums.
Die Ortschaft ist verkehrstechnisch recht gut erschlossen. Sie liegt nahe der Hauptstraße RN 57, die von Pontarlier über den Col de Jougne nach Vallorbe führt. Eine weitere Straßenverbindung besteht mit Saint-Antoine.